# Moi… Lolita
Singles de Alizée
L'Alizé
(2000)
Pistes de Gourmandises
Lui ou toi
Moi… Lolita est une chanson d'Alizée, écrite par Mylène Farmer et composée par Laurent Boutonnat, sortie en 2000.

## Historique
En deux apparitions télévisées, la chanson se retrouve dans le Top 50 et permet à Alizée de se faire connaître du grand public. 1 282 000 exemplaires du titre ont été vendus, en faisant le 31e single le mieux vendu de tous les temps en France. En tout, plus de 2 000 000 exemplaires sont vendus dans le monde.
La chanson est inspirée du roman Lolita de Vladimir Nabokov. Dans son texte, Mylène Farmer fait adopter à Alizée le point de vue de la jeune fille, Lolita.
Moi... Lolita a notamment été reprise par Julien Doré, d'abord en 2007 au cours de la cinquième saison de Nouvelle Star qu'il a remportée, puis en single la même année, ainsi que dans une nouvelle version sur son album Imposteur en 2024.

## Formats
CD Single France
1. Moi... Lolita (Single Version)
2. Moi... Lolita (The Piano Version)

CD Single Royaume-Uni
1. Moi... Lolita (Single Version) 4 min 16 s
2. Moi... Lolita (Lola Extended Remix) 6 min 30 s
3. Moi... Lolita (Illicit Full Vocal Mix) 8 min 05 s
4. Moi... Lolita (CD Rom Video) 4 min 50 s

CD Maxi France
1. Moi... Lolita (Single Version) 4 min 16 s
2. Moi... Lolita (Lola Extended Remix) 6 min 30 s
3. Moi... Lolita (Hello Helli T'es A Dance Mix) 5 min 50 s
4. Moi... Lolita (Lolidub Remix) 3 min 45 s

Maxi 45 Tours France
- Face A :

1. Moi... Lolita (Lola Extended Remix) 6 min 30 s

- Face B :

1. Moi... Lolita (Hello Helli T'es A Dance Mix) 5 min 50 s

Digital (2018)
1. Moi… Lolita (Reloaded) (Dr Banokov & Real EBC Remix) (03:49)

EP Digital (2025)
1. Moi… Lolita (04:24)
2. Moi… Lolita (Hello Helli T’es A Dance Mix L.B & D.L Remix) (05:54)
3. Moi… Lolita (Lola Extended Remix Edit) (03:31)
4. Moi… Lolita (Lola Extended Remix L.B & D.L Remix) (06:36)
5. Moi… Lolita (Lolidub Remix L.B & D.L Remix) (03:52)
6. Moi… Lolita (Illicit Full Vocal Mix Illicit Remix) (08:07)
7. Moi… Lolita (Illicit Full Vocal Mix Instrumental Illicit Remix) (08:08)
8. Moi… Lolita (Reloaded Dr Banokov & Real EBC Remix) (03:49)
9. Moi… Lolita (Reloaded Dub Mix Dr Banokov & Real EBC Remix) INÉDIT (04:33)
10. Moi… Lolita (IKS Remix) INÉDIT (03:24)
11. Moi… Lolita (IKS Extended Club Remix) INÉDIT (05:20)
12. Moi… Lolita (IKS Dub Mix) INÉDIT (07:24)
13. Moi… Lolita (Radio Edit) (03:48)
14. Moi… Lolita (The Piano Version) (04:22)
15. Moi… Lolita (Instrumental) (04:24) Moi… Lolita (Lola Extended Remix Edit) (03:31)

## Clip vidéo
Le vidéoclip, réalisé par Laurent Boutonnat, présente une fille de la campagne que tous les garçons désirent.
Le tournage du clip de la chanson a duré deux jours. Les plans en boîte de nuit ont été filmés dans la discothèque parisienne « Les Bains Douches », alors que le champ d'orge et la maison de Lolita, visibles dans le clip, sont eux situés près de Senlis. Cela aura été le premier tournage d'Alizée dans un clip, ainsi que pour le jeune garçon et la petite fille que l'on voit à ses côtés.
Il a été diffusé pour la première fois le 26 juillet 2000 sur M6 dans M comme musique.
- Figurants : Alizée (Lolita), Jérôme Devoise (le jeune garçon), Anne-Marie Pisani (la mère), Liliana (la petite sœur)
- Directeur de la photographie : Philippe Pavans
- Production : Requiem Publishing
- Format : 35 mm
- Durée : 4 min 40 s

## Distinctions

### Récompense
- 2001 : prix Vincent-Scotto[2].

## Classements
| Classement (2000-2001)          | Meilleure position |
| ------------------------------- | ------------------ |
| Allemagne (Media Control)       | 5                  |
| Autriche (Ö3 Austria Top 40)    | 5                  |
| Belgique (Flandre Ultratop 50)  | 4                  |
| Belgique (Wallonie Ultratop 50) | 2                  |
| Espagne (Promusicae)            | 1                  |
| France (SNEP)                   | 2                  |
| Hongrie (Rádiós Top 40)         | 15                 |
| Pays-Bas (Top 40)               | 2                  |
| Pays-Bas (Single Top 100)       | 2                  |
| Roumanie (Top 100)              | 56                 |
| TopHit Chart)                   | 1                  |
| Suisse (Schweizer Hitparade)    | 11                 |
| Classement (2002)               | Meilleure position |
| Danemark (Tracklisten)          | 9                  |
| Italie (FIMI)                   | 1                  |
| Royaume-Uni (UK Singles Chart)  | 9                  |
| Suède (Sverigetopplistan)       | 52                 |

| Classement (2000)   | Position |
| ------------------- | -------- |
| Belgique (Wallonie) | 6        |
| France              | 3        |
| Suisse              | 28       |
| Classement (2001)   | Position |
| Autriche            | 66       |
| Belgique (Flandre)  | 16       |
| Belgique (Wallonie) | 96       |
| France              | 54       |
| Pays-Bas            | 6        |
| Suisse              | 82       |
| Classement (2002)   | Position |
| Autriche            | 34       |

## Certifications
| Pays     | Certification | Date | Ventes  |
| -------- | ------------- | ---- | ------- |
| France   | Diamant       | 2000 | 500 000 |
| Pays-Bas | Or            | 2002 | 40 000  |
| Suisse   | Platine       | 2002 | 40 000  |

## Reprises et réutilisations

### Remixes
La chanson a fait l'objet de nombreux remixes parmi lesquels :
- Moi... Lolita [Radio Edit]
- Moi... Lolita [Lola Extented Remix]
- Moi... Lolita [Hello Helli T'es A Dance Mix]
- Moi... Lolita [Lolidub Remix]
- Moi... Lolita [Rubato Remix]

### Version de Julien Doré
Singles de Julien Doré
Les Limites
(2008)
Le titre a été repris par le chanteur français Julien Doré, gagnant de la 5e édition l'émission télévisée Nouvelle Star en 2007. Il l'a d'abord interprété durant l'émission, lors du 6e prime, le 9 mai 2007. Le single, produit par Volodia, est ensuite sorti le 27 août 2007. Il s'est classé à la première place en Belgique et la seconde place en France.

#### Listes des pistes
CD single
| No | Titre                                | Durée      |
| -- | ------------------------------------ | ---------- |
| 1. | Moi... Lolita                        | 4 min 16 s |
| 2. | Moi... Lolita (Dig Up Elvis Version) | 3 min 54 s |
| 3. | Freaky New Child                     | 2 min 07 s |
| 4. | You Really Got Me                    | 2 min 17 s |

#### Classements hebdomadaires
| Classement (2000-2001)                  | Meilleure position |
| --------------------------------------- | ------------------ |
| Belgique (Wallonie Ultratop 50 Singles) | 1                  |
| France (SNEP)                           | 2                  |
| Suisse (Schweizer Hitparade)            | 20                 |

#### Certification
| Pays   | Organisme | Certification |
| ------ | --------- | ------------- |
| France | SNEP      | Or            |

### Dans la culture
Sauf indication contraire, les informations mentionnées dans cette section peuvent être confirmées par le générique de fin de l'œuvre audiovisuelle présentée ici, ainsi que par la base de données cinématographiques IMDb,  présente dans la section « Liens externes ».
- 2006 : Une grande année de Ridley Scott - musique additionnelle (la chanson passe dans le film lorsque le personnage joué par Russell Crowe roule dans la campagne française avec sa voiture)
- 2021 : La mélodie est reprise par une chanson satirique Moi... Manuel Valls à propos du départ de Manuel Valls de Barcelone dans l'émission satirique Polònia de la chaîne de télévision catalane TV3[25],[26].
- 2025 : Le titre est repris par la chanteuse Dua Lipa lors de son concert parisien le 23 mai.